# 로이드 프라이스

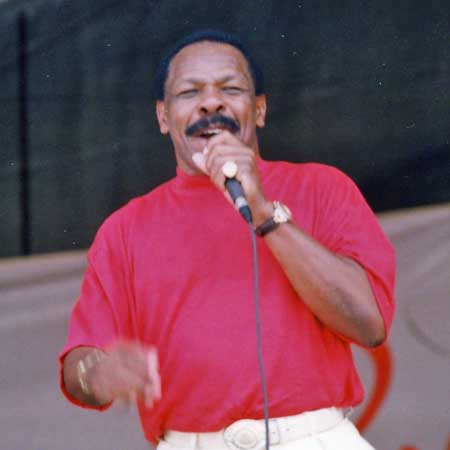
로이드 프라이스
(1996년 뉴 올리언스 재즈 페스티벌에서)

로이드 프라이스(Lloyd Price, 1933년 3월 9일 ~ 2021년 5월 3일)는 미국 루이지애나주 뉴올리언스 태생의 흑인 남성가수이다. 가스펠 싱어였던 모친의 영향을 받아 어릴 적부터 노래를 공부하였다. 또한 트럼펫, 피아노의 솜씨도 훌륭했다. 육군에서 제대한 후에는 워싱턴에 정착하여 마이너 단계에서 자작의 《저스트 비코스》를 취입, 큰 인기를 얻었다. 그 후 ABC 파라마운트로 옮겨 《스태거 리》, 《로디 미스 크로디》 및 그 밖의 밀리언 셀러를 내었다. 흑인 특유의 강렬한 창법으로 인기가 대단하였다.